# Lenguas fuyu

Otra distribución aproximada de las lenguas fuyu.

Las lenguas fuyu, puyŏ o buyeo son una familia de lenguas propuesta, que relaciona las lenguas habladas en los antiguos reinos de Fuyu (Buyeo), Goguryeo y Baekje y las coloca como una rama de la familia de lenguas altaicas. De acuerdo con las antiguas fuentes chinas, las lenguas de los reinos de Buyeo (Fuyu), Goguryeo, Dongye, Okjeo, Baekje (y posiblemente también Gojoseon) eran similares. El ye-maek podría ser la lengua ancestral a todas ellas.

## Clasificación
Las lenguas fuyu incluyen las siguientes lenguas:
- Lenguas buyeo-goguryeo-yemaek
  - Buyeo (puyŏ, fuyu), la lengua del reino de Buyeo,
  - Goguryeo, la lengua del reino de Goguryeo, algunos de cuyos habitantes migraron a Baekje.
  - Ye-Maek, antigua lenguas de Manchuria.
- Okjeo
- Baekje (?), algunos autores clasifican a esta lengua dentro de las lenguas han y consideran que podría ser más cercano al antecesor del coreano moderno.
- Gaya (?)

Existen evidencias sólidas que relacionan las lenguas japónicas con la lengua de Goguryeo, pero la relación con las demás lenguas está basada principalmente en datos históricos sin evidencias significativas a nivel lingüístico. En concreto, los reinos de Goguryeo y de Baekje se declaraban sucesores del reino de Fuyu y ambos estaban emparentados y mantenían estrechas relaciones con los yamato de Japón, hasta que finalmente cayeron bajo el reino de Silla.
La hipótesis lingüística de las lenguas fuyu no incluye la lengua de Silla, considerada como el ancestro del coreano moderno. Sin embargo, muchos de los defensores de la teoría altaica incluyen al coreano dentro de esta familia.

### Lenguas samhan e hipótesis altaica
Algunos investigadores han propuesto la familia de lenguas han, que incluiría las lenguas habladas en Byeonhan, Mahan y Jinhan, proto-estados conocidos colectivamente como Samhan, predecesor del reino de Silla, Baekje y Gaya en Corea del Sur. Según esta teoría, la lengua de Silla y el estrato más bajo de Baekje serían lenguas han. La naturaleza de la relación entre el coreano y las lenguas japónicas, por no decir entre el proto-fuyu y el proto-han, es muy discutida y sujeta a grandes debates y especulación. Los altaicistas que sugieren que el japonés, el coreano y el fuyu están relacionados proponen un esquema del tipo:
- Lenguas fuyu-han-japónico
  - Lenguas fuyu-japónicas
    - Lenguas fuyu
    - Lenguas japónicas
    - idioma gaya

  - Lenguas samhan-coreánicas
    - Lenguas [sam]han
    - Lenguas coreánicas

Se discute la adscripción del baekje al grupo han o al grupo fuyu, y la adscripción del gaya al grupo fuyu o japónico.

### Comparación léxica
Los numerales en diferentes lenguas fuyu son:
| GLOSA | Numerales siníticos | Numerales siníticos | Numerales siníticos | Numerales nativos | Numerales nativos | Numerales nativos |
| GLOSA | Sino- japonés       | Sino- coreano       | Chino clásico       | PROTO- JAPÓNICO   | PROTO- COREÁNICO  | PROTO- FUYU       |
| ----- | ------------------- | ------------------- | ------------------- | ----------------- | ----------------- | ----------------- |
| '1'   | [itɕi] ichi         | [il] il             | *i̯it                | *piyto-tu         | *hətan            | *pʲəta-           |
| '2'   | [ɲi] ni             | [i] i               | *ńii̯                | *putaː-tu         | *tupɨr            | *put-             |
| '3'   | [saɴ] san           | [sam] sam           | *sam                | *miː-tu           | *seki / *se-      |                   |
| '4'   | [ɕi] shi            | [sa] sa             | *sî                 | *ju-tu            | *neki             |                   |
| '5'   | [ɡo] go             | [o] o               | *ŋwo                | *itu-tu           | *tasə-            | *tu-              |
| '6'   | [ɾokɯ] roku         | [juk̚] yuk           | *li̯uk               | *mu-tu            | *jəsəs            | *ńu-              |
| '7'   | [ɕitɕi] shichi      | [tɕʰil] chil        | *tsʰit              | *nana-tu          | *nilkup           | *nad-             |
| '8'   | [hɑtɕi] hachi       | [pʰal] pal          | *pat                | *ja:-tu           | *jətərp           | *ja-              |
| '9'   | [kʲɯː] kyuu         | [ku] ɡu [ku]        | *ki̯u                | *kokono-tu        | *ahóp             | *kok-             |
| '10'  | [dʑɯː] juu          | [sip̚] sip           | *ʂip                | *towo             | *jer              | *tʲow-            |